# 黒瀬一弘
黒瀬 一弘（くろせ かずひろ、1974年（昭和49年） - ）は、日本の経済学者。専門は経済政策、マクロ経済学。東北大学大学院経済学研究科教授。北海道大学博士（経済学）。

## 略歴
- 1997年3月：北海道大学経済学部経済学科卒業
- 2004年8月：北海道大学大学院経済学研究科博士課程単位取得退学